# 4950 Хаус
4950 Хаус (4950 House) — астероїд головного поясу, відкритий 7 грудня 1988 року.
Тіссеранів параметр щодо Юпітера — 3,288.